# Košice II
Košice II (tiếng Hungary: Kassai II. járás) là một huyện nằm tại vùng Košice, đông Slovakia, và cũng là một quận nội thành của thành phố Košice. Trước năm 1918, nó là một phần của hạt Abaúj-Torna của Vương quốc Hungary.

## Dân số
| Năm            | 1994   | 2004   | 2014   | 2024   |
| -------------- | ------ | ------ | ------ | ------ |
| Số lượng người | 82.110 | 79.934 | 82.479 | 77.914 |
| Sự khác biệt   |        | −2,65% | +3,18% | −5,53% |

| Năm            | 2023   | 2024   |
| -------------- | ------ | ------ |
| Số lượng người | 78.385 | 77.914 |
| Sự khác biệt   |        | −0,60% |

## Các phần
- Lorinčík
- Luník IX
- Myslava
- Pereš
- Poľov
- Sídlisko KVP
- Šaca
- Košice-Terasa
- Košice-Západ